# فرودگاه صحرایی مک‌کلیان
فرودگاه صحرایی مک‌کلیان (به انگلیسی: McClellan Airfield) یک فرودگاه همگانی بهره‌برداری هوایی با کد یاتا MCC است که یک باند فرود بتن دارد و طول باند آن ۳۲۳۱ متر است. این فرودگاه در شهر ساکرامنتو کشور ایالات متحده آمریکا قرار دارد و در ارتفاع ۲۳ متری از سطح دریا واقع شده‌است.